# العصر الاسفل (نعمان)

تعديل مصدري - تعديل

العصر الاسفل هي إحدى قرى عزلة البديع بمديرية نعمان التابعة لمحافظة البيضاء، بلغ تعداد سكانها 169 نسمة حسب تعداد اليمن لعام 2004.